# 尤利玛尔·罗哈斯
尤利玛尔·安德烈娅·罗哈斯·罗德里格斯（西班牙語：Yulimar Andrea Rojas Rodríguez，1995年10月21日—）是一名委内瑞拉女子田径运动员，擅长跳高、跳远和三级跳远，女子三级跳远世界记录保持者，2017、2019、2022及2023四届世界田径锦标赛三级跳远冠军；2021年以15.67米世界紀錄的成績获得2020年夏季奧林匹克運動會女子三级跳远奥运金牌。

## 个人最佳成绩
- 跳高 – 1.87m (2014)
- 跳远 – 6.88m (2021)
- 三级跳远(室内) – 15.43m (2020) WR
- 三级跳远 – 15.67m (2021) WR